# Aruch
Aruch (armenio: Արուճ) es una comunidad rural de Armenia ubicada en la provincia de Aragatsotn.
En 2009 tenía 1215 habitantes.
Es una localidad situada en la ladera sur de la montaña Aragats, 23 kilómetros al oeste del centro de Ashtarak. La historia de la población se remonta al siglo VI, cuando en ese lugar se estableció un campamento de invierno de un ejército real. Después de eso se construyó una base permanente de mano de Grigor Mamikonian (661-682), famoso aristócrata y político armenio.
Dentro de sus monumentos destaca la iglesia armenia de Aruchavank, del siglo VII.